# Parabrachiella amphipacifica
Parabrachiella amphipacifica is een eenoogkreeftjessoort uit de familie van de Lernaeopodidae. De wetenschappelijke naam van de soort is voor het eerst geldig gepubliceerd in 1982 door Ho.